# Ambasada Sri Lanki w Polsce
Ambasada Sri Lanki w Polsce, Ambasada Cejlonu, Ambasada Demokratyczno-Socjalistycznej Republiki Sri Lanki (tamil. போலந்து இலங்கை தூதரகம்) – lankijska placówka dyplomatyczna mieszcząca się w Warszawie.

## Siedziba
Stosunki dyplomatyczne pomiędzy Polską i Sri Lanką nawiązano w 1957 roku. W latach 1959–1991 w Warszawie był akredytowany ambasador Sri Lanki z siedzibą w Moskwie, w latach 1997-1998 z siedzibą w Bonn. Władze Sri Lanki otworzyły ambasadę w Warszawie w 1999. W 2001 roku ambasada mieściła się przy ul. Wiśniowej 40 oraz Konsulat Generalny przy ul. Solec 24, następnie znajdowała się w al. Wilanowskiej 313a (2003-2017), obecnie przy ul. Chorągwi Pancernej 8 (2017-).